# グレナディアー (SS-525)
|           |                                                                       |
| 艦歴      |                                                                       |
| 発注:     |                                                                       |
| 起工:     | 1944年2月8日                                                          |
| 進水:     | 1951年2月10日                                                         |
| 就役:     | 1951年2月10日                                                         |
| 退役:     | 1973年5月15日                                                         |
| その後:   | ベネズエラに売却                                                      |
| 除籍:     | 1973年5月15日                                                         |
| 性能諸元  |                                                                       |
| 排水量:   | 1,570トン                                                             |
| 全長:     | 311.8 ft                                                              |
| 全幅:     | 27.3 ft                                                               |
| 吃水:     | 15.3 ft                                                               |
| 機関:     | フェアバンクス＝モース ディーゼルエンジン ウェスチングハウス発電機4基 |
| 最大速:   | 20ノット（水上） 9ノット（水中）                                      |
| 航続距離: | 11,000カイリ（10ノット時） （19 km/h 時に 20,000 km）                 |
| 試験深度: | 400ft (120m)                                                          |
| 乗員:     | 士官、兵員76名                                                        |
| 兵装:     | 21インチ魚雷発射管10門                                                |

グレナディアー(USS Grenadier, SS-525)は、アメリカ海軍の潜水艦。テンチ級潜水艦の一隻。艦名はタラ目の深海魚であるソコダラ科の総称に因む。その名を持つ艦としては2隻目。

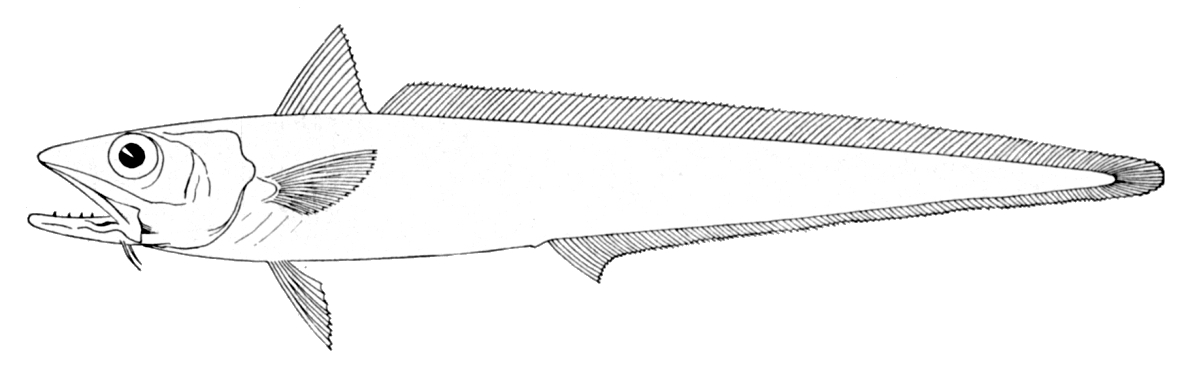
ホキ（Blue grenadier）

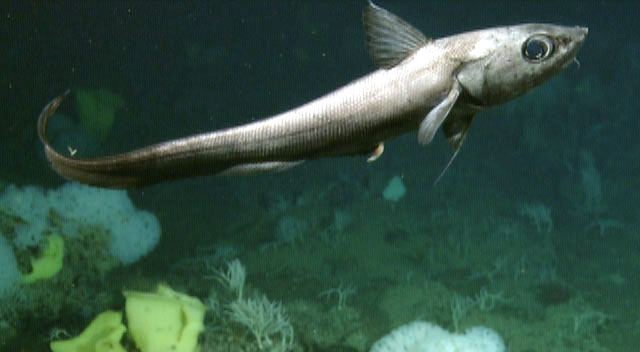
イバラヒゲ（Pacific grenadier）

## 艦歴
グレナディアーは1944年2月8日にマサチューセッツ州ボストンのボストン海軍工廠で起工した。1951年2月10日にジョン・A・フィッツジェラルド夫人（初代グレナディアー (USS Grenadier, SS-210) 艦長夫人）によって命名され、艦長ヘンリー・G・リーヴス・ジュニア中佐の指揮下就役する。
最初の GUPPY 潜水艦の1隻であるグレナディアーは、新型のシュノーケルを装着し、それまでの艦よりも長時間の潜航が可能となった。その利点は就役後の整調でも証明された。カリブ海での巡航から帰還すると、グアンタナモ湾からコネチカット州ニューロンドンまでの7日間の潜航を行う。ニューロンドンを拠点としてほぼ2年に及ぶ訓練演習を行った後、グレナディアーは1952年12月16日から1953年4月22日までフィラデルフィア海軍造船所で最初のオーバーホールを受ける。
1953年6月、グレナディアーは毎年恒例の海軍兵学校生の訓練巡航に参加し、リオデジャネイロを始めとするブラジル各地の港を訪問した。カリブ海を経由してニューロンドンに帰還すると、11月まで空母任務部隊による対潜水艦戦訓練を支援した。グレナディアーは訓練および戦闘演習をニューイングランド沿岸およびバージニア岬で行い、1955年8月にはセントローレンス川を経由してケベック州モントリオールへ巡航した。
1956年1月3日にニューロンドンを出航し、グレナディアーは最初の地中海巡航に向かう。3ヶ月の配備では地中海の各地を訪問し、第6艦隊の各部隊と共に攻撃訓練、対潜水艦戦演習を行った。1957年11月8日から1958年1月27日および1962年4月10日から8月8日までの2度の地中海配備で、グレナディアーは紛争地域における平和維持活動を支援するため第6艦隊の1艦として活動した。
これらの巡航の間に、グレナディアーは東海岸沿いの訓練に参加し、カリブ海を頻繁に訪れた。1959年9月15日までニューロンドン沖で活動し、その後フロリダ州キーウェストに移動する。同地を拠点としていっそう頻繁にカリブ海を訪れ、大西洋、メキシコ湾、フロリダ沿岸での偵察および訓練に従事した。
北大西洋での特別対潜演習に参加中の1959年5月29日の朝、グレナディアーは哨戒機と共にアイスランド沖を航行するソ連潜水艦を確認、写真撮影を行った。それは大西洋におけるソ連潜水艦の最初の確認であった。
1962年10月にキューバ危機が発生し、核戦争の危険が高まる中、グレナディアーは再びソ連艦を観測した。バラオ (USS Balao, SS-285) 、スレッドフィン (USS Threadfin, SS-410) 、トルッタ (USS Trutta, SS-421) 、チョッパー (USS Chopper, SS-342) と共にグレナディアーはキューバを封鎖する艦隊を形成した。ソ連の核ミサイルがキューバから撤去された後、グレナディアーは11月にアメリカ合衆国の安全保障を確認するために派遣された艦の1隻であった。
その後もグレナディアーはキーウェストを拠点とした偵察および訓練を継続した。第12潜水戦隊に配属されたグレナディアーは大西洋岸およびカリブ海での訓練に参加し、さらに新型ソナーおよび対潜水艦戦用装備開発のために多大な貢献をした。1966年にはカリブ海での公開データを始めとする各種情報収集に参加した。
グレナディアーは1973年5月15日に退役、同日除籍され、相互防衛援助計画の下ベネズエラに売却された。キーウェストで記念式典が行われ、ベネズエラ海軍ではピクア (ARV Picua, S-13) の艦名で活動した。ピクアは1978年11月16日にベネズエラ海軍を退役し、1980年1月1日除籍、1981年6月18日にアングラ・ドス・レイスのヴァーロム造船所に売却された。